# Elefant
Elefant (grekiska: elephas) är ett mycket stort däggdjur med snabel och betar. Den utgör nutidens största landdjur med en vikt som uppmätts till tio ton och en längd på över tio meter från snabelspets till svansspets.
I överförd betydelse syftar ordet på något stort eller klumpigt. Ordet finns i svenska språket sedan yngre fornsvensk tid.

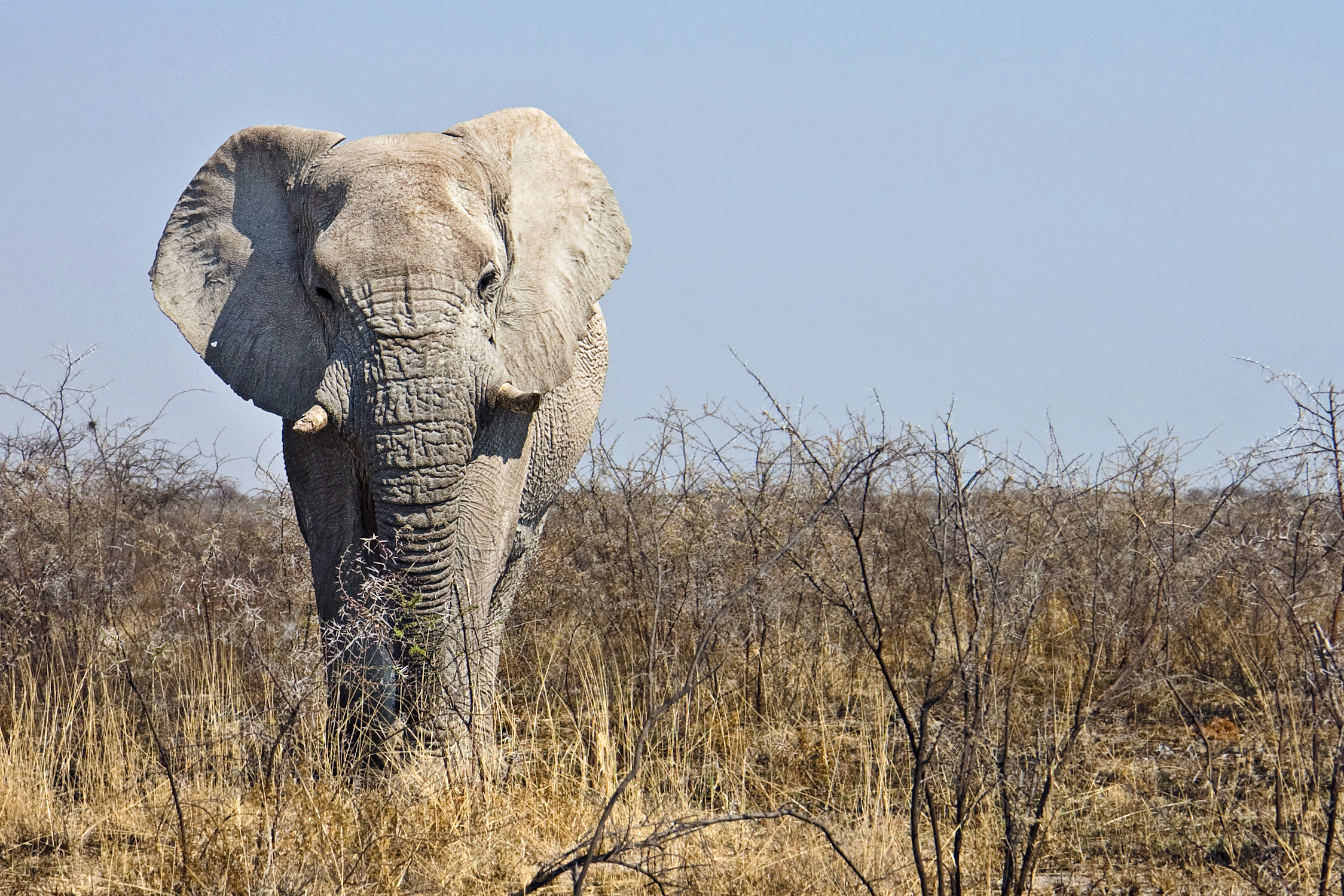
En vandrande elefant

## Elefanter
Elefanter är en familj inom däggdjursordningen snabeldjur och den enda familjen som inte dött ut. Familjen omfattar släktet Afrikanska elefanter med arterna skogselefant (Loxodonta cyclotis) och stäppelefant (Loxodonta africana) och släktet asiatiska elefanter med arten asiatisk elefant (Elephas maximus). På grund av tjuvjakten på elefantens betar, det begärliga elfenbenet, finns i Afrika numera (2016) endast 400 000 elefanter kvar och i Asien inte fler än 30 000 elefanter.
Djurfamiljen elefanter innefattar även de utdöda släktena mammutar (släkte med tio arter) och mastodonter (släkte med fem arter).

## Uttryck och begrepp
Elefant är ett också uttryck som används bildligt och i liknelser. I svenska språket finns följande redogörelse dokumenterad redan på 1600-talet: ”Aff flugan (göra) en Elephant, (dvs.) giöra stoort aff lijtet. (Grubb 1665).
Nedan listas fler uttryck med elefanter i svenska språket, kompletterat med syftningar:
- ”att fara fram som en elefant i porslinsbutik” – bete sig klumpigt
- "hennes elefant till man" – en stor och klumpig typ
- "göra elefanter av myggor" – i onödan förstora något
- "se de stora elefanterna dansa" – bli vittne till riktigt stora (bildligt sett) aktörer[8]
- "elefanten i rummet" – den största och tydligaste orsaken till ett förhållande, som inte berörs i en diskussion
- "se skära elefanter" – hallucinera (pga. stort alkoholintag) och därför se synvillor[1]

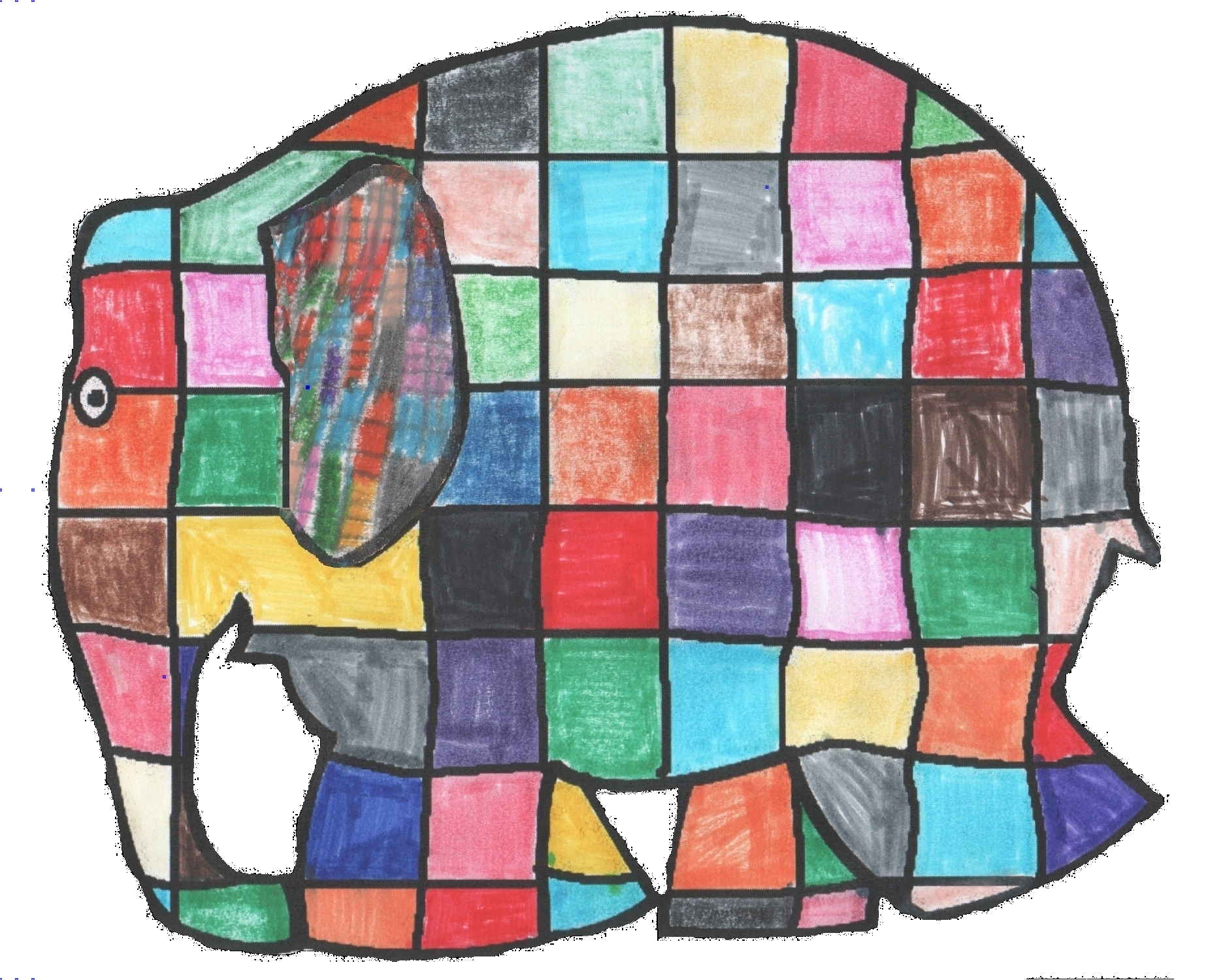
Barnbokselefanten Elmer av den brittiske barnboksförfattaren David McKee.

### Arketyp
Elefant är också i barnböcker arketypiskt förekommande för "djuret" elefant, på samma sätt som lejon, tiger eller räv.

## Etymologi och avledningar
Ordet elefant finns belagt i svensk skrift sedan åtminstone 1538. Alternativa historiska stavningar inkluderar elifant eller eliphant (1690), elfant (1712) och olifant (1569). Den sistnämnda stavningen syftar under 2000-talet endast på det legendariska hornet med samma namn.
Fornsvenskans elefant hade motsvarigheter i danskans elefant, medellågtyskans ol(i)vant, nederländskans olifant, tyskans elefant, engelskans elephant och franskans éléphant. Alla dessa härrör från latinets elephas (genitiv elephantis) eller elephantus, dit det hämtats från grekiskans ἐλέφας (éléfas; gen. –φαντος, -phantos). Möjligen är ordet ursprungligen inhämtat från något icke-indoeuropeiskt språk.
Andra ord med samma ursprung är olifant (signalhorn av elefantbetar) och elfenben (hornmaterialet i en elefantbete).